# コマルカ・ダ・リミア
コマルカ・ダ・リミア（Comarca da Limia）はスペインガリシア州オウレンセ県のコマルカで、同県の中南部に位置する。
バルタール、オス・ブランコス、カルボス・デ・ランディン、ポルケイラ、ライリス・デ・ベイガ、サンディアス、サレアウス、トラスミーラス、ビラール・デ・バリオ、ビラール・デ・サントス、シンソ・デ・リミアの11の自治体によって構成される。
隣接するコマルカは、東がコマルカ・デ・ベリン、北がコマルカ・ダ・テーラ・デ・カルデーラスとコマルカ・デ・アジャリス＝マセーダ、西がコマルカ・ダ・テーラ・デ・セラノーバとコマルカ・ダ・バイシャ・リミアとなっており、南はポルトガルと接している。
面積は801.7km²で、2010年の人口は23,375人（2007年：23,918人）。コマルカの中心地区はシンソ・デ・リミアのシンソ・デ・リミア教区のシンソ・デ・リミア地区。カスティーリャ語による表記はComarca de La Limia（コマルカ・デ・ラ・リミア）。

## 地理
| コマルカ・ダ・リミアの構成自治体（2010年）            |            |             |                    |
| 自治体                                                | 人口（人） | 面積（km²） | 人口密度（人/km²） |
| バルタール                                            | 1,114      | 94.0        | 11.9               |
| オス・ブランコス                                      | 997        | 47.6        | 20.9               |
| カルボス・デ・ランディン                              | 1,065      | 97.7        | 10.9               |
| ポルケイラ                                            | 1,079      | 43.4        | 24.9               |
| ライリス・デ・ベイガ                                  | 1,673      | 72.1        | 23.2               |
| サンディアス                                          | 1,416      | 52.8        | 26.8               |
| サレアウス                                            | 1,552      | 77.3        | 20,1               |
| トラスミーラス                                        | 1,619      | 56.7        | 28.6               |
| ビラール・デ・バリオ                                  | 1,645      | 106.7       | 15.4               |
| ビラール・デ・サントス                                | 970        | 20.7        | 46.9               |
| シンソ・デ・リミア                                    | 10,245     | 132.7       | 77.2               |
| 計                                                    | 23,375     | 801.7       | 29.2               |
| 出典:INE（スペイン国立統計局）、IGE（ガリシア統計局） |            |             |                    |